# Almofala (Figueira de Castelo Rodrigo)
Almofala ist ein Ort und eine ehemalige Gemeinde (Freguesia) im portugiesischen Kreis Figueira de Castelo Rodrigo. Die Gemeinde hatte 180 Einwohner (Stand 30. Juni 2011).
Am 29. September 2013 wurden die Gemeinden Almofala und Escarigo zur neuen Gemeinde União das Freguesias de Almofala e Escarigo  zusammengeschlossen. Almofala ist Sitz dieser neu gebildeten Gemeinde.